# Ulrich Land

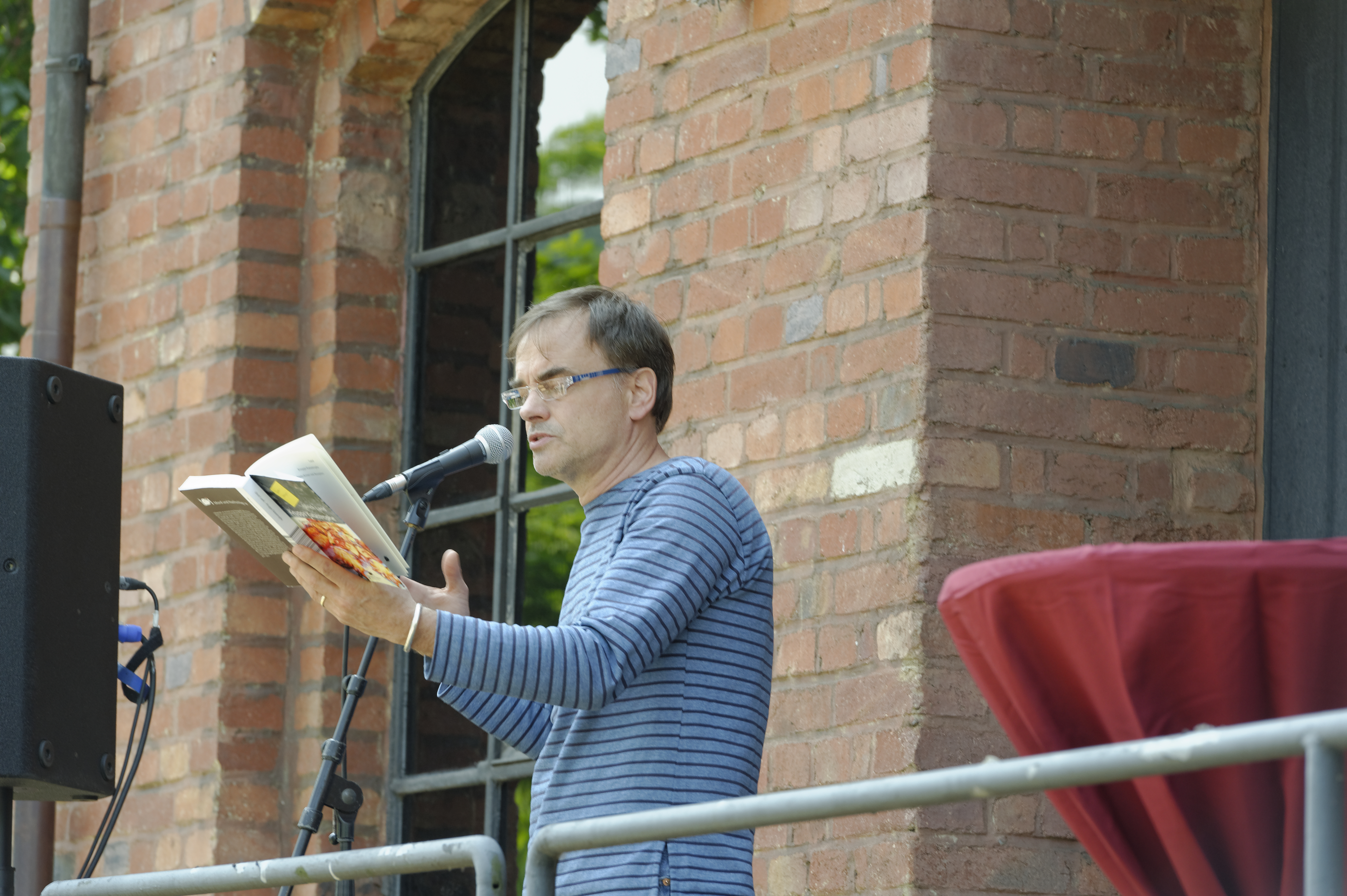
Ulrich Land auf einer Veranstaltung in Wuppertal (2013)

Ulrich Land (* 1956 in Köln) ist ein deutscher Schriftsteller, Journalist und Hörspielautor, der in Freiburg lebt.

## Leben
Ulrich Land arbeitet seit 1987 als freier Autor. Seine Werke umfassen Erzählungen, Romane, Reportagen, Essays, Theaterstücke und Lyrik. Seinen Schwerpunkt hat er auf Formate fürs Radio gelegt, insgesamt hat er allein für die Rundfunksender der ARD über 40 Hörspiele und weit mehr als 100 Radiofeatures verfasst. Land ist außerdem Dozent für Creative Writing unter anderem an der Universität Witten/Herdecke, der WHU – Otto Beisheim School of Management in Vallendar und an der Universität Freiburg.

## Werke

### Romane
- 2008: Der Letzte macht das Licht aus, Oktober Verlag, Münster, ISBN 978-3-938568-42-2.
- 2010: Einstürzende Gedankengänge, Oktober Verlag, Münster, ISBN 978-3-941895-03-4.
- 2011: Und die Titanic fährt doch, Oktober Verlag, Münster, ISBN 978-3-941895-18-8.
- 2013: Krupps Katastrophe. Capri-/Ruhrgebietskrimi mit historischen Rezepten, Oktober Verlag, Münster, ISBN 978-3-941895-88-1.
- 2014: Messerwetzen im Team Shakespeare. Historischer Englandkrimi mit Rezepten, Oktober Verlag, Münster, ISBN 978-3-944369-19-8.
- 2016: Lolitas späte Rache, Oktober Verlag, Münster, ISBN 978-3-944369-64-8; E-Book ISBN 978-3-944369-65-5.
- 2016: Michel B. verzettelt sich. Eifeler Ermittlungen eines Enkels, KBV-Verlag, Hillesheim, ISBN 978-3-95441-328-7; E-Book: ISBN 978-3-95441-345-4.
- 2018: Krätze eiskalt – Finnland-Krimi mit Rezepten, Oktober Verlag, Münster, ISBN 978-3-946938-46-0.
- 2019: Hölderlins Filmriss - Schwaben-Krimi mit Rezepten, Oktober Verlag, Münster, ISBN 978-3-946938-48-4.
- 2020: Kleist - Der letzte Akt, KaMeRu Verlag, Zürich, ISBN 978-3-906082-79-0.
- 2021: Dating Tucholsky, KaMeRu Verlag, Zürich, ISBN 978-3-906082-82-0
- 2022: Heines Strich durch die Rechnung,  KaMeRu Verlag, Zürich, ISBN 978-3-906082-91-2
- 2024: Die Leiden der jungen Weiber – Das Goethe-Komplott,  8 grad Verlag, Freiburg, ISBN 978-3-910228-39-9

### Hörspiele und Features (Auswahl)
- 1995: Else und Fritz – Regie: Uwe Schareck (Co-Autorin: Sigrun Politt, WDR)
- 1996: Loss die Jecke trecke! – Regie: Uwe Schareck (Co-Autorin: Sigrun Politt, WDR)
- 2002: C’est la vie – Regie: Jörg Schlüter (Co-Autor: Dieter Jandt, WDR)
- 2003: Im Schatten der Singvögel – Regie: Jörg Schlüter (WDR), auch Sprecher
- 2004: Auf freien Füßen – Regie: Thomas Leutzbach (WDR), auch Sprecher
- 2005: Nabokovs Nachtfalter – Regie: Jörg Schlüter (DLR-Kultur), auch Sprecher
- 2005: Krupp, wie er sich auf Capri ergeht – Regie: Wolfgang Rindfleisch (DLR-Kultur), auch Sprecher
- 2006: Ins Gras gebissen – Regie: Stefanie Lazai (DLR-Kultur)
- 2007: Horváths Ast – Regie: Jörg Schlüter (WDR, ORF, SWR, rbb), auch Sprecher
- 2007: Tourschlusspanik – Regie: Jörg Schlüter (Co-Autor: Dieter Jandt, WDR)
- 2008: Gedächtnislücken – Regie: Jörg Schlüter (WDR, SWR), auch Sprecher
- 2008: Vernagelt – Regie: Sven Stricker (DLR-Kultur)
- 2008: Gold geht an China – Regie: Christoph Pragua (Co-Autor: Dieter Jandt, WDR)
- 2009: Peter Panters Ende (zu Tucholskys Tod) – Regie: Angeli Backhausen (WDR), auch Sprecher
- 2010: Orwells Liste (zu George Orwell) – Regie: Jörg Schlüter (WDR)[2], auch Sprecher
- 2011: Rheinsberger Restlaufzeit (eine Dokufiktion) – Regie: Wolfgang Rindfleisch (Deutschlandradio Kultur)
- 2012: Jede Wette – Regie: Ulrich Lampen (NDR), auch Sprecher
- 2013: Böhmische Wälder (eine Dokufiktion) – Regie: Jörg Schlüter (WDR), auch Sprecher
- 2013: Duisburg 3.0 – Regie: Jörg Schlüter (Feature – WDR), auch Sprecher
- 2014: Check – shoot – goal – Regie: Jörg Schlüter (Feature – WDR/Deutschlandradio Kultur), auch Sprecher
- 2014: Ambrose Bierce verschwindet – Regie: Jörg Schlüter (WDR), auch Sprecher
- 2015: Häuserkampf, Kriminalhörspiel – Regie: Sven Stricker, Produktion: Deutschlandradio Kultur 2015, Länge: 42‘14, Ursendung DRK 23. Februar 2015.[3]
- 2015/2016: Milch – Zwischen Kultobjekt und Preisverfall, DLF, SWR, WDR, auch Sprecher
- 2015: Mein großer Bruder bin ich – Die Selbstvermesser – Regie: Tobias Krebs, SWR, SR, NDR, DLF, DLR Kultur, auch Sprecher
- 2016: Sportstress (vierteilige Feature-Serie), WDR, auch Sprecher
- 2016: Aus der Not geboren – Das Zweirad des Herrn Drais, DLR Kultur, auch Sprecher
- 2016: ManagerMarathon – Ein Stressgewinn für sportaffine Entscheider – Regie: Tobias Krebs, SWR, auch Sprecher
- 2016: Warum die Taube als solche polarisiert, mit Dieter Jandt, NDR, DLF
- 2017: Sprechblasen im Dienste des Glaubens – Die religiöse Aufladung von Comics, SWR, auch Sprecher
- 2017: Norwegian Wood, Hörspiel – Regie: Angeli Backhausen, WDR, DLF Kultur, Ursendung: WDR, 22. September 2017, auch Sprecher
- 2017: Sirenen, Bunker, Trockenmilch – Schütze sich, wer kann – Regie: Tobias Krebs, SWR, WDR, auch Sprecher
- 2018: Der Geldverteiler von Salzburg, mit Stefan Selke, DLF, auch Sprecher
- 2018: Deutschland Musikland – oder? Gesellschaftliche Wertschätzung von Musik und Musizieren, SWR, auch Sprecher
- 2018: Mit der Brille ins Paradies – Virtual Reality zwischen Realitätsflucht und Realitätsgewinn, SWR, auch Sprecher
- 2018: 2 CV oder: Die Ente, das Kultauto der 68er, DLF Kultur, auch Sprecher
- 2018: Melkroboter machen auch Mist – Die Digitalisierung des Kuhstalls, SWR, auch Sprecher
- 2018: Glückauf und Tschüss – Der Bergbau geht, die Kohle bleibt – mit Jörg Marksteiner, Regie: Michael Wehrhan, WDR
- 2018: Virtual Reality statt Anästhesie – Regie: Giuseppe Maio, NDR, WDR, DLF Kultur, Ursendung: NDR, 16. Dezember 2018, auch Sprecher
- 2019: "Leben ohne Ende - Der Traum von der Unsterblichkeit", SWR, auch Sprecher
- 2019: "Radikale Ideen unters Volk bringen. Im Westen ging man in den Copyshop, im Osten in den Untergrund", DLF Kultur, auch Sprecher
- 2019: "Winzig wohnen – Vom Leben im Kleinen", DLF, SWR
- 2020: "Retouren-Glück: Gekauft. Zurück!" , mit Jörg Marksteiner, WDR, SWR, BR
- 2020: "Per Flugtaxi ins Büro – Luftnummer oder Verkehrslösung", mit Dieter Jandt, SWR, WDR
- 2020: "Wiederentdeckter Nationalheld - Dschingis Khan in der postsowjetischen Mongolei", DLF Kultur, auch Sprecher
- 2020: "Hölderlins Heimsuchung", Hörspiel, Regie: Jörg Schlüter, WDR, SWR, auch Sprecher
- 2020: "Auf der Liste von Rechtsradikalen", SWR, WDR, auch Sprecher
- 2020: "Im Kampf gegen Windmühlenflügel - Streit um die Windenergie", Regie: Rolf Mayer, WDR
- 2020: "Au revoir, tristesse! Eine Kulturgeschichte des Lichts", DLF Kultur, SWR, WDR, auch Sprecher
- 2020: "Klare Kante in der Grauzone – der Schottergarten", Regie: Tobias Krebs, SWR, auch Sprecher
- 2020: "Die Heilemacher – Zur Renaissance des Repararierens", mit Dieter Jandt, Regie: Uta Reitz, DLF 2020
- 2020: "Zeit und Macht – Die religiöse Dimension des Time Managements", SWR, auch Sprecher
- 2021: "Ente und Bulli – Die Fahrzeuge der Revolutionäre kommen in die Jahre" WDR 2021, auch Sprecher
- 2021: "Erziehung mit dem Rohrstock – Geschichte der Prügelstrafe" DLF Kultur 2021, auch Sprecher
- 2022: "Gedächtnisverlust – Kirche unter der Abrissbirne", SWR
- 2022/23: "Kirche und Kunst – eine uralte Verbindung droht, verloren zu gehen", SWR, HR
- 2023/24: "Von der Rolle – Mangelware Papier", WDR, DLF
- 2023: "Bloß Spielerei – Eine Geschichte des Brettspiels", DLF-Kultur
- 2023/24: "Die Kraft der Stille", SWR, HR
- 2024: "Der Gott Mammon – Geld in Religion und Alltag", SWR
- 2024: "Plastic fantastic – Über eine Hassliebe", WDR
- 2024:  "Gehen – Eine einfache Bewegung für Religion, Politik und uns selbst", SWR
- 2024: "Antiautoritäre Kinderläden", WDR
- 2024: "Kinders, Kinders – Geschichte der Kindheit", DLF-Kultur
- 2024: "Rettet die Bücher! Wie Gott und die Welt zwischen Buchdeckeln überleben", SWR
- 2025: "Open  this gate! – Eine Geschichte von Tür und Tor", DLF-Kultur
- 2025: "Wohnungsmangel – Engpass oder Dauerzustand", WDR
- 2025: "Du sollst nicht lügen – oder vielleicht doch?", SWR

## Auszeichnungen
- 1. Preis der Wuppertaler Literaturtage 1989
- Ingeborg-Drewitz-Literaturpreis 1991 (für eine Hörspielproduktion mit einer Gefangenengruppe in der JVA-Wuppertal)
- Mai 2000: Hörspiel des Monats für Abriss, Regie: Jörg Schlüter
- 2002: Kölner Medienpreis – Kategorie Hörfunk für "Stand-by für Zugvögel – Warteschleife Hauptbahnhof", gesendet auf WDR3 am 29. Juli 2001[4]
- 2013/14: Lorry – Journalistenpreis der Metropole Ruhr für "Duisburg 3.0.", Regie: Jörg Schlüter, WDR, 2013
- 2021: Medienethik-Award (Medienpreis META der Hochschule der Medien Stuttgart) für Retouren-Glück - Gekauft. Zurück! vom 10. Januar 2021, Dok 5 - Das Feature (WDR 5) (zusammen mit Jörg Marksteiner)[5]